# Problem NP-trudny
Problem NP-trudny (NPH, ang. NP-Hard) – problem obliczeniowy, którego rozwiązanie jest co najmniej tak trudne, jak rozwiązanie każdego problemu z klasy NP (całej klasy NP).
Formalna definicja problemu NP-trudnego jest następująca:
Problem {\displaystyle \pi _{2}} jest NP-trudny, jeżeli pewien problem NP-zupełny {\displaystyle \pi _{1}} jest do niego redukowalny wielomianową transformacją Turinga.
Innymi słowy, problem NP-zupełny {\displaystyle \pi _{1}} można rozwiązać w wielomianowym czasie algorytmem rozwiązującym problem NP-trudny {\displaystyle \pi _{2},} przez wykorzystanie hipotetycznej procedury {\displaystyle H} sprowadzającej problem NP-zupełny {\displaystyle \pi _{1}} do problemu NP-trudnego {\displaystyle \pi _{2},} jeżeli tylko {\displaystyle H} daje się wykonać w wielomianowym czasie. NP-trudność można zdefiniować także w kategorii języków formalnych (a nie problemów). Do klasy problemów NP-trudnych mogą należeć problemy różnego typu: decyzyjne, przeszukiwania, optymalizacyjne.
Wraz z definicjami klas problemów NP i NP-zupełnych ma to następujące konsekwencje:
- problem optymalizacyjny, którego wersja decyzyjna jest NP-zupełna, jest problemem NP-trudnym;
- NP-trudny problem {\displaystyle \pi _{2}} jest co najmniej tak trudny, jak problem {\displaystyle \pi _{1};}
- ponieważ {\displaystyle \pi _{1}} jest problemem NP-zupełnym, toteż należy on do problemów najtrudniejszych w klasie NP, dlatego NP-trudny problem {\displaystyle \pi _{2}} jest co najmniej tak trudny, jak cała klasa NP;
- ponieważ wszystkie problemy NP-zupełne transformują się wzajemnie do siebie (zwykłą) transformacją wielomianową (nie Turinga), to również wszystkie problemy NP-zupełne można rozwiązać przez redukcję do NP-trudnego problemu {\displaystyle \pi _{2};}
- ponadto, jeśli {\displaystyle P\neq NP,} to problemy NP-trudne nie mają rozwiązań w czasie wielomianowym, natomiast rozstrzygnięcie {\displaystyle P=NP} nie przesądza o wielomianowej rozwiązywalności wszystkich problemów NP-trudnych;
- jeżeli problem {\displaystyle \pi _{2}} należy do klasy NP, to {\displaystyle \pi _{2}} jest też problemem NP-zupełnym (gdyż wraz z istniejącą transformacją Turinga spełnia definicję problemu NP-zupełnego).

## Przykłady
- problem komiwojażera
- problem plecakowy
- problem zbioru niezależnego
- problem zbioru wierzchołków rozrywających cykle